# Lynett Mutokuto
Lynett Mutokuto (1 de setembro de 1988) é uma futebolista zimbabuense que atua como defensora. 

## Carreira
Lynett Mutokuto fez parte do elenco da Seleção Zimbabuana de Futebol Feminino, nas Olimpíadas de 2016. 